# Верніков Яків Ілліч
Яків Ілліч Верников (31 жовтня 1920, Спас-Деменськ, Калузька губернія — 30 вересня 1993, Москва) — Герой Радянського Союзу (18 листопада 1944), заслужений льотчик-випробувач СРСР (20 вересня 1960), заслужений майстер спорту СРСР (1975), генерал-майор авіації (1971).